# Марьяно-Коменсе
Марьяно-Коменсе (итал. Mariano Comense) — город в Италии, располагается в регионе Ломбардия, подчиняется административному центру Комо.
Население составляет 21 646 человек (на 2004 г.), плотность населения составляет 1560 чел./км². Занимает площадь 13,72 км². Почтовый индекс — 22066. Телефонный код — 031.
Покровителем коммуны почитается святой первомученик Стефан, празднование 3 августа.